# Chaber łąkowy
Chaber łąkowy (Centaurea jacea L.) – gatunek rośliny należący do rodziny astrowatych. Rodzimy obszar jego występowania to niemal cała Europa, północno-zachodnia Afryka (Algieria, Maroko, Tunezja) i zachodnia Azja o klimacie umiarkowanym (Azja Mniejsza, Syberia, Kaukaz). Jako gatunek zawleczony rozprzestrzenił się także w Ameryce Północnej i Południowej (Argentyna, Chile), na Dalekim Wschodzie oraz w wschodniej Australii. W Polsce jest pospolity na całym obszarze kraju.

## Morfologia

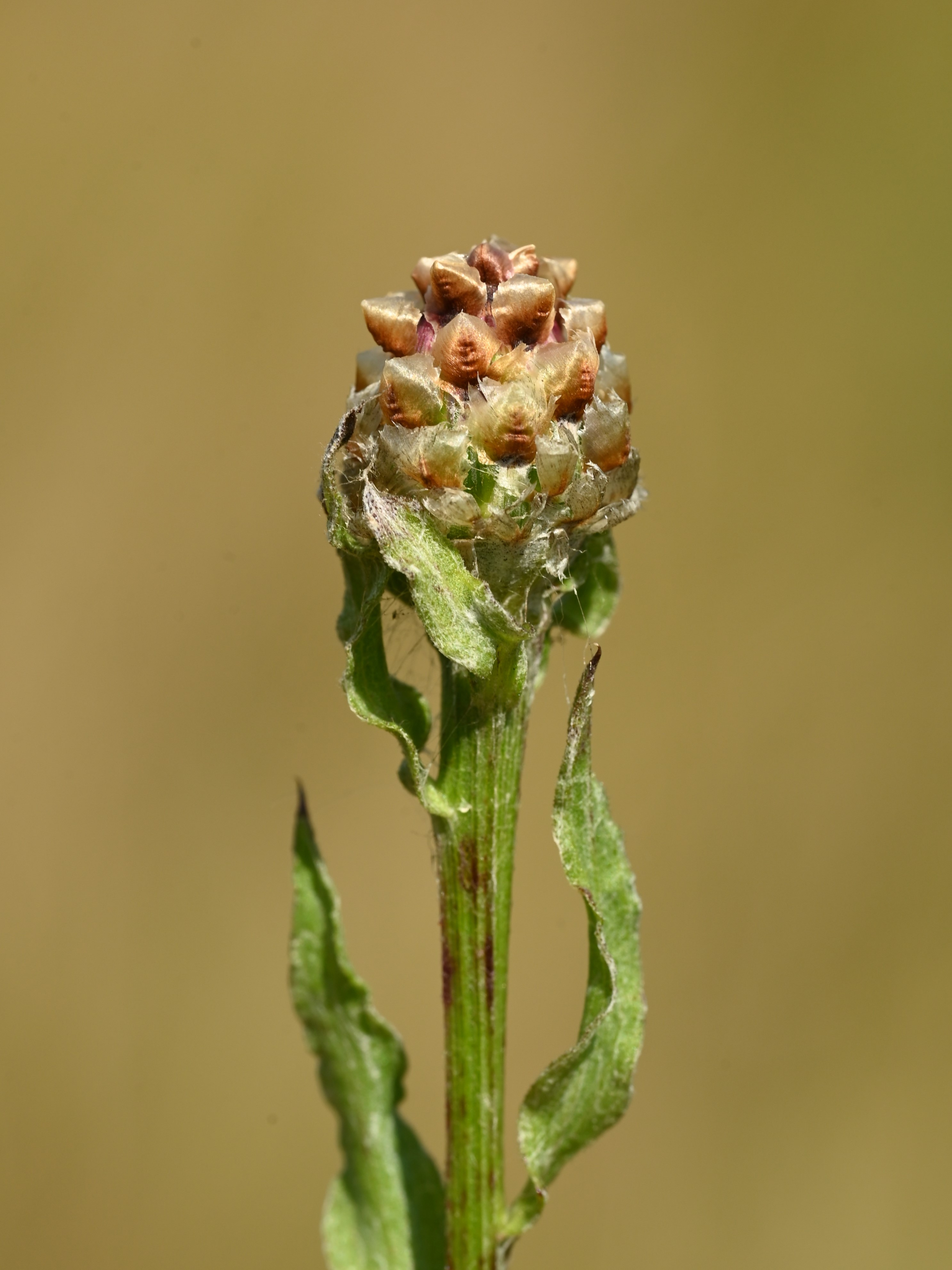
Okrywa koszyczka

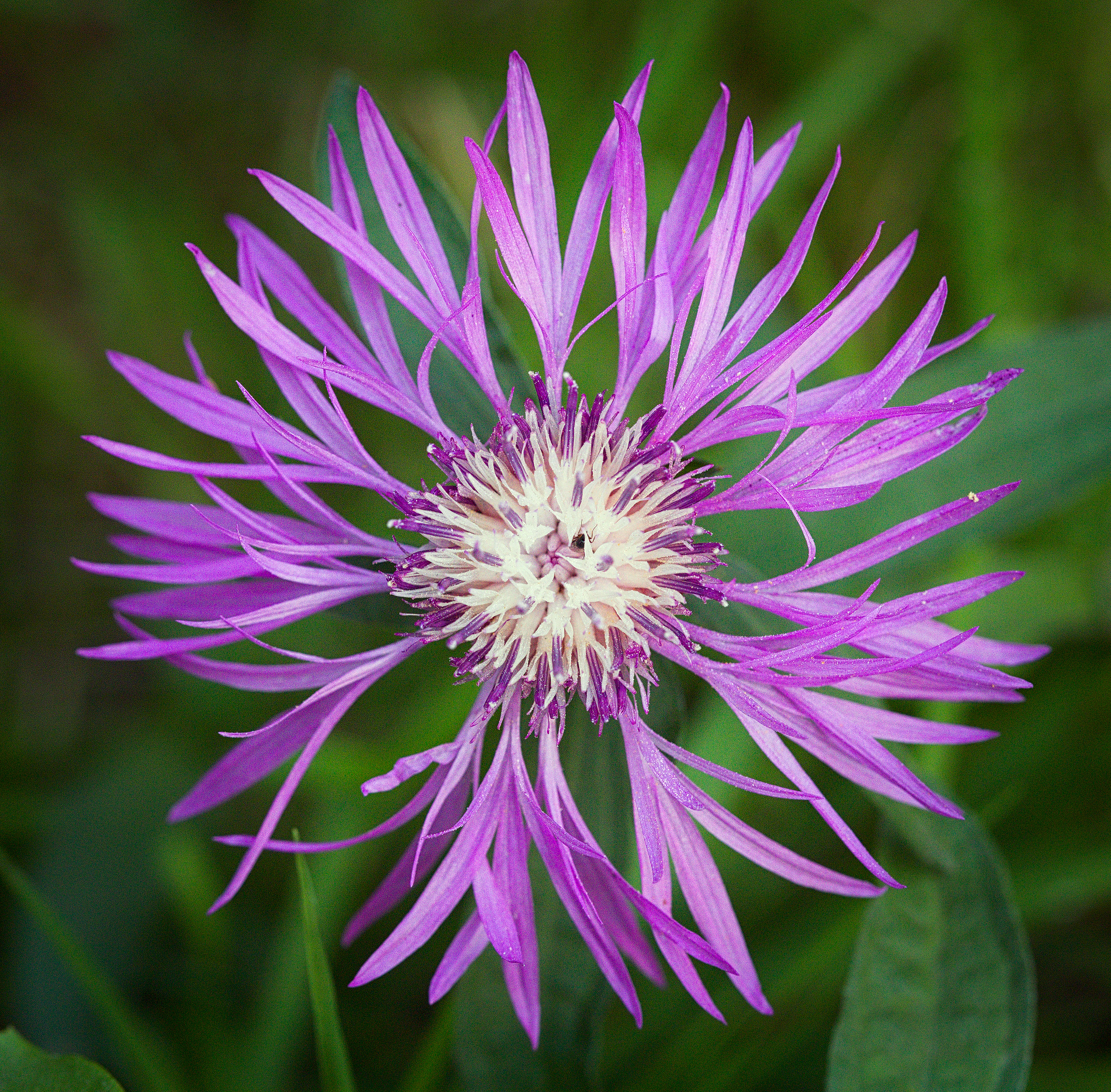
Koszyczek z góry

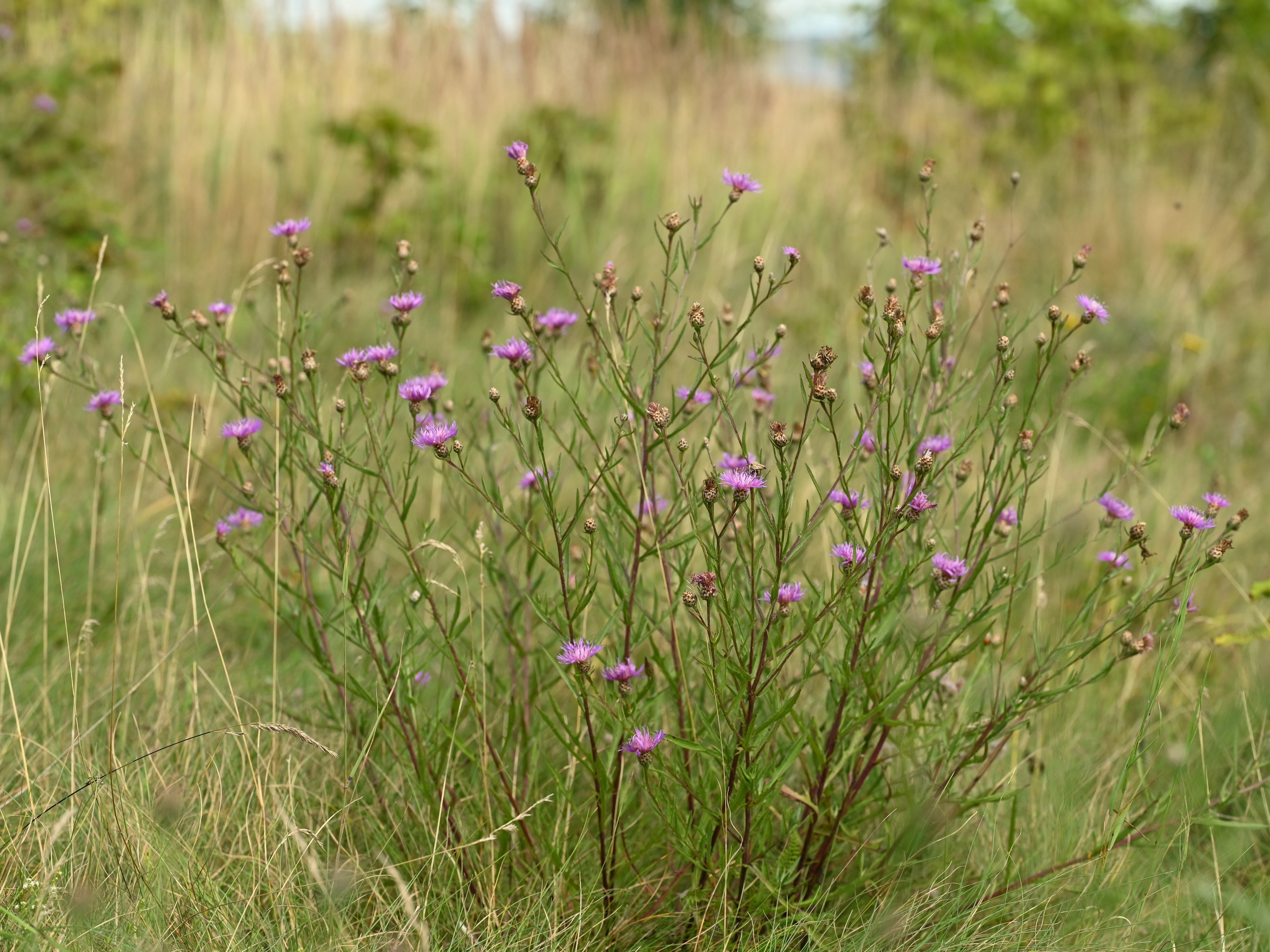
Pokrój

PokrójRoślina wysokości do 20-100 cm.
ŁodygaPojedyncza lub rozgałęziona, prosto wzniesiona, kanciasta i szorstka.
LiścieOdziomkowe zebrane w rozetę, pojedyncze, jajowate do lancetowatych, często pierzasto powcinane, ogonkowe. Liście łodygowe siedzące, całobrzegie o zwężonej nasadzie.
KwiatyZebrane w koszyczki osadzone pojedynczo na szczycie łodyg, o szerokości 2–6 cm. Koszyczek ma okrywę długości 1–2 cm, o jajowatym kształcie. Listki okrywy są okrągławe, całobrzegie, lub grzebieniaste, w kolorze od bladorudego do brunatnego. Kwiaty rurkowate, fioletowopurpurowe, sporadycznie białe. Kwiaty brzeżne większe, płonne z wyraźnie dwuwargową koroną, wewnętrzne obupłciowe. Pręciki pod wpływem dotyku owada wypychają pylniki ku górze, co ułatwia przenoszenie przez nie pyłku.
OwoceBłyszcząca niełupka, odwrotnie jajowata, długości około 3 mm. Puchu kielichowego brak.

## Biologia i ekologia
RozwójBylina, hemikryptofit. Kwitnie od czerwca do października. Kwiaty są przedprątne, zapylane przez motyle i błonkówki. Roślina miododajna.
SiedliskoW Polsce występuje na niżu i w górach po regiel górny. Rośnie na łąkach, pastwiskach, przydrożach, w zaroślach i na obrzeżach lasów. Występuje na glebach gliniastych, średnio próchnicznych.
FitosocjologiaW klasyfikacji zbiorowisk roślinnych gatunek charakterystyczny dla klasy (Cl.) Molinio-Arrhenatheretea.
GenetykaLiczba chromosomów 2n= 22, 44.
Interakcje międzygatunkoweJest rośliną żywicielską larw motyla przeplatki febe.

## Zmienność
- Gatunek bardzo zmienny morfologicznie[8]. Występują odmiany posiadające w koszyczku wyłącznie kwiaty pręcikowe lub wyłącznie słupkowe, oraz różniące się morfologią liści (kształtem, ustawieniem, owłosieniem)[9].
- Tworzy mieszańce z chabrem driakiewnikiem, ch. drobnogłówkowym, ch. frygijskim, ch. nadreńskim, ch. ostrołuskowym, ch. perukowym[11].

## Galeria zdjęć pyłku

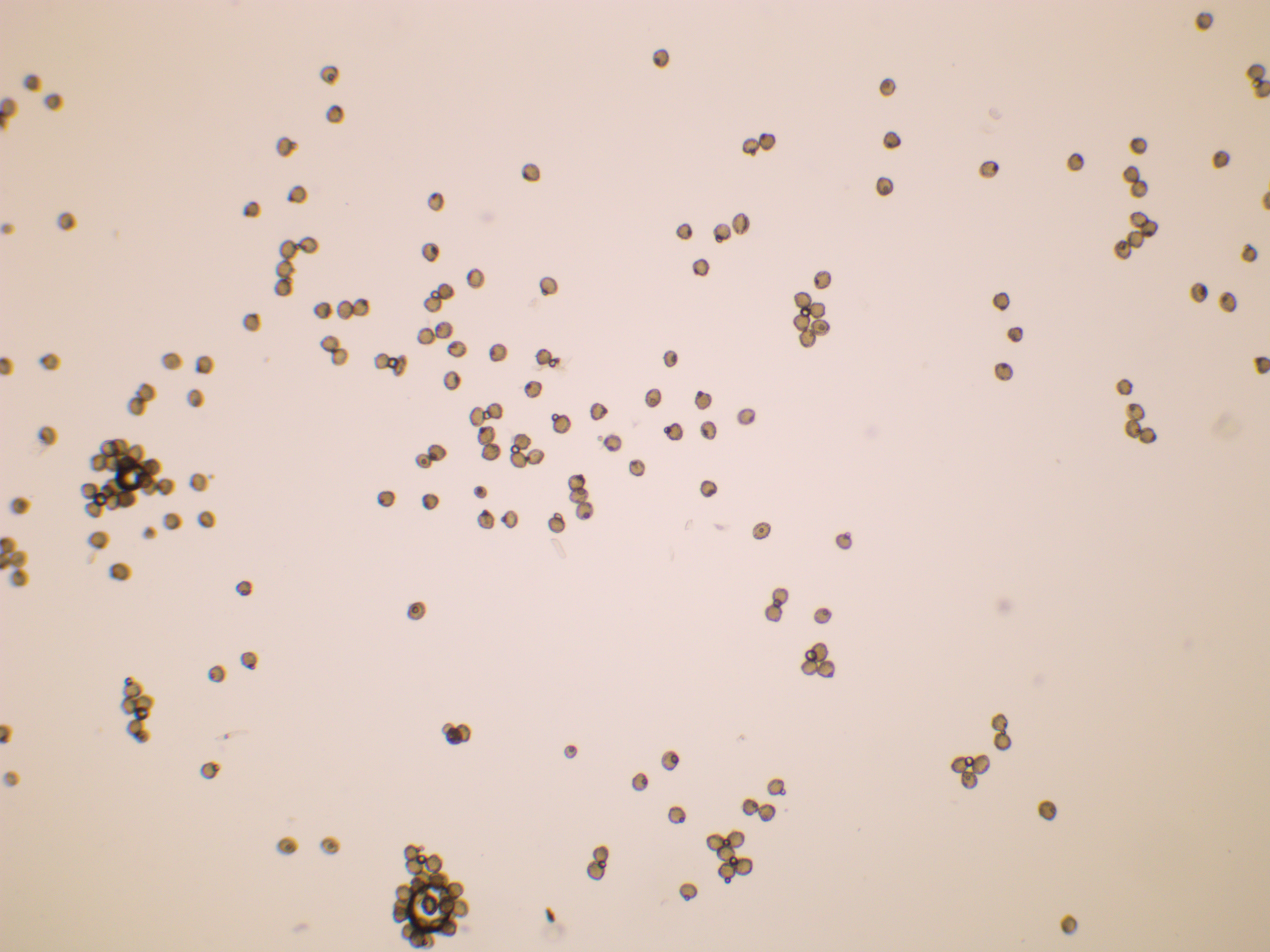
Chaber Ląkowy. Pyłek. Powiększenie 4x
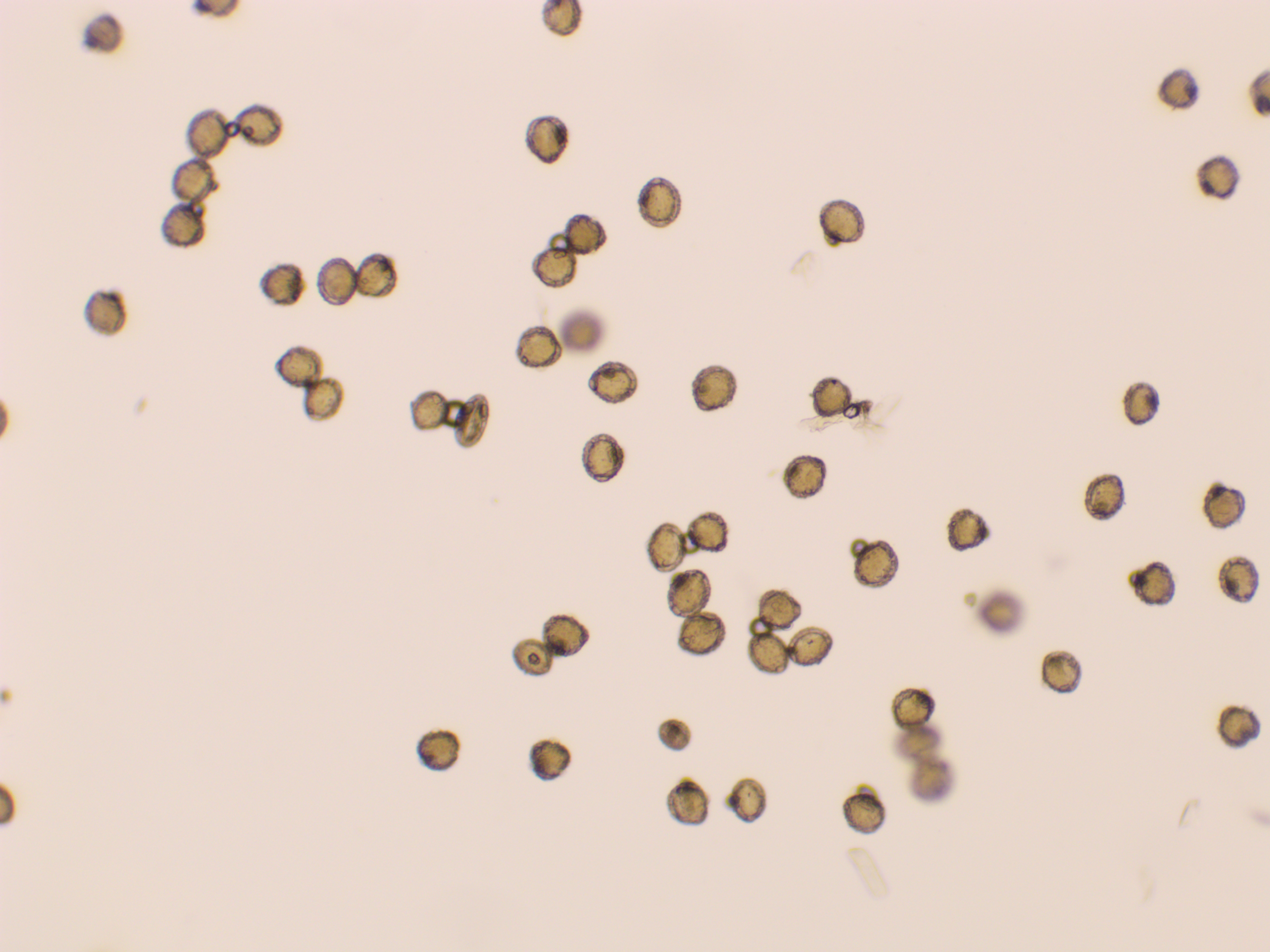
Chaber Ląkowy. Pyłek. Powiększenie 10x
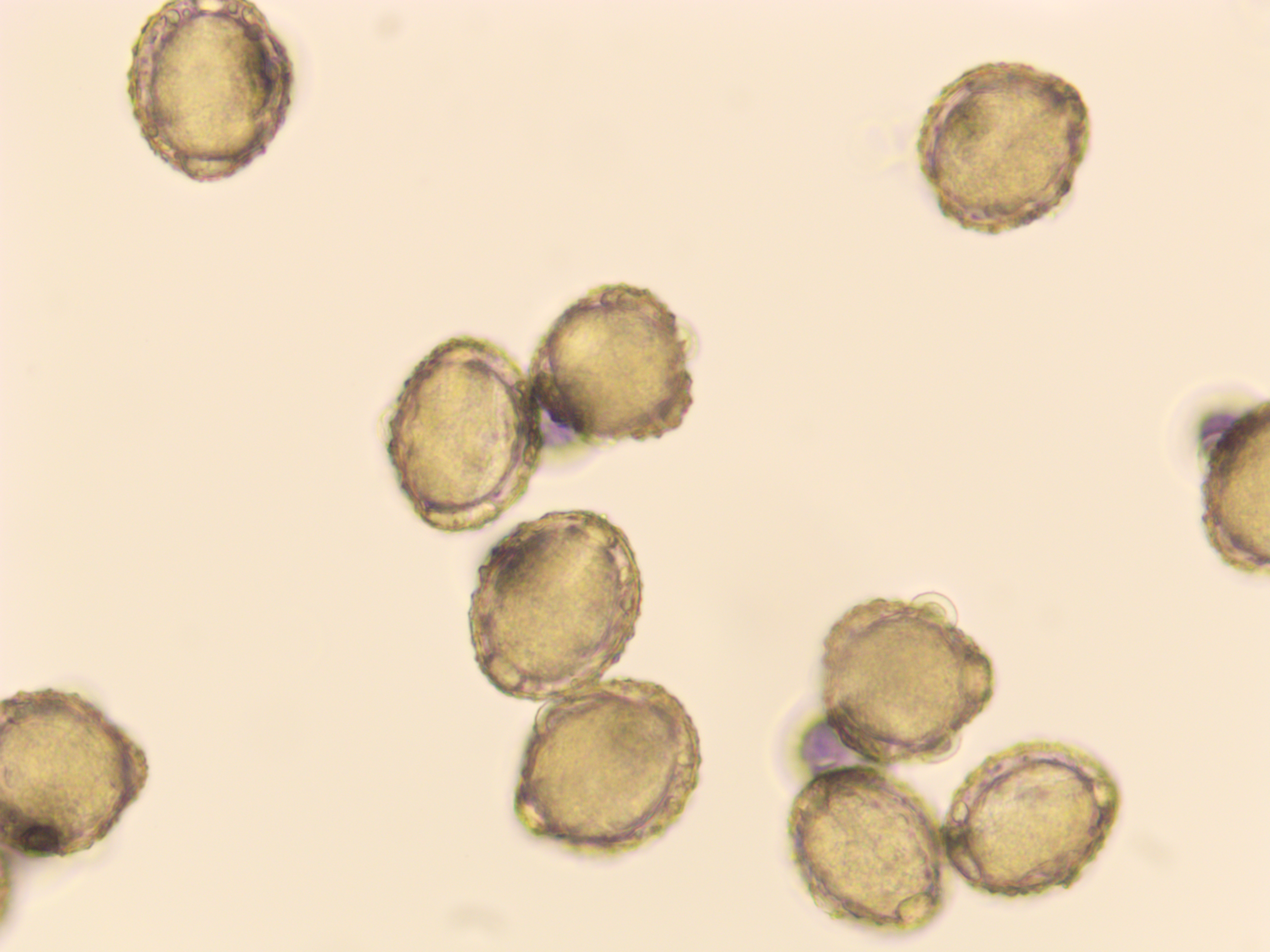
Chaber Ląkowy. Pyłek. Powiększenie 40x
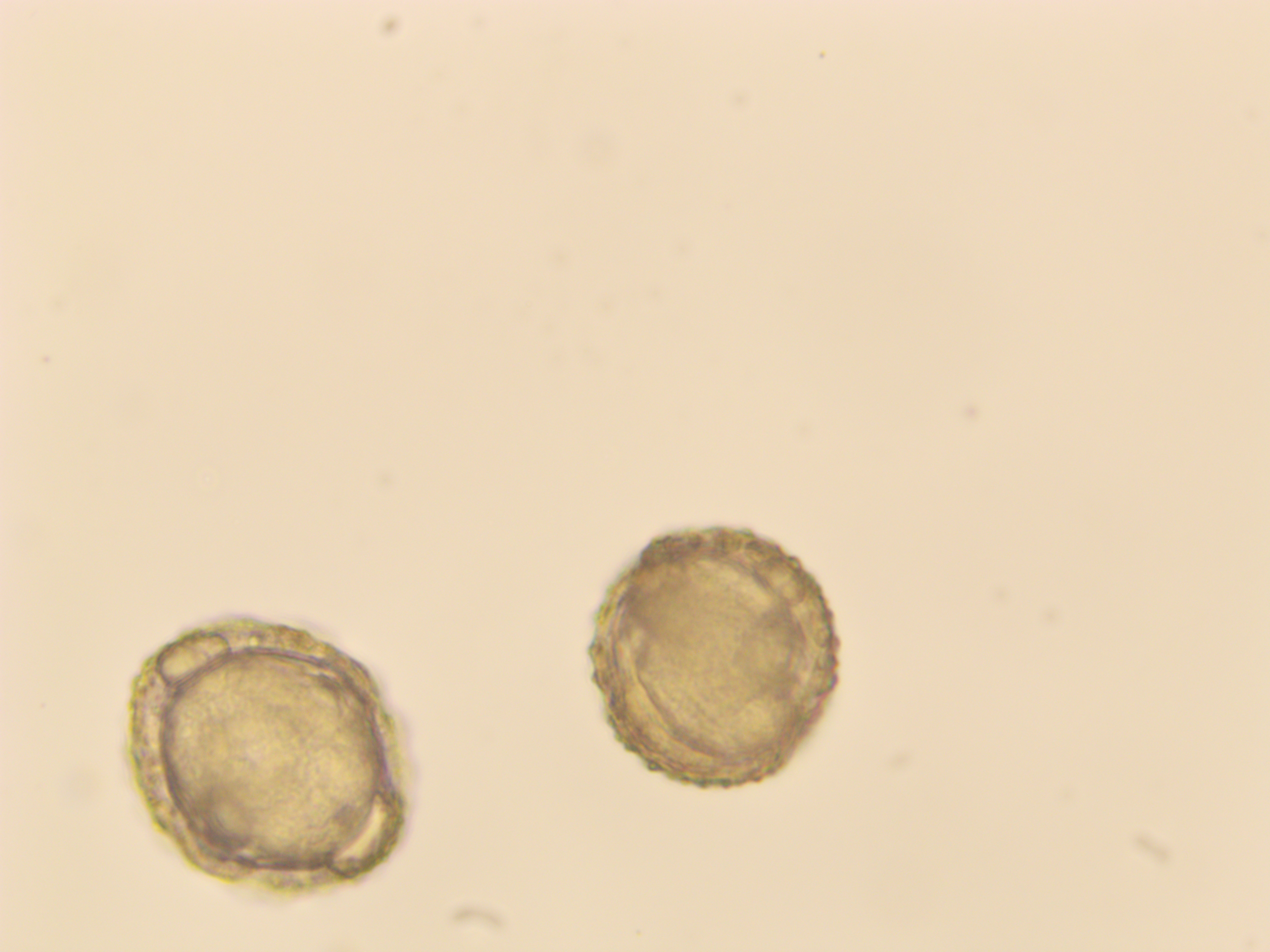
Chaber Ląkowy. Pyłek. Powiększenie 60x